# رعاية صحية

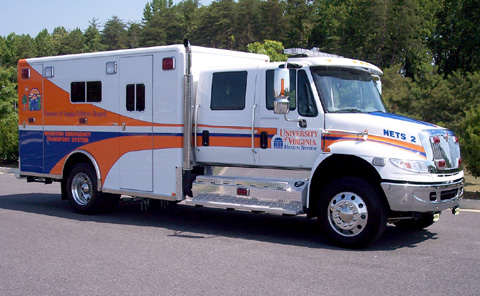
غرفة عناية فائقة متنقلة

خدمات الرعاية الصحية هي مجموع الخدمات والمؤسسات العامة والخاصة التي توفرها الدولة للعناية بصحة مواطنيها سواء في قطاعها أو ضمن القطاع الخاص وهي المنوطة بمقاربة المريض. وهي تشمل جميع المستشفيات والعيادات والصيدليات والموارد البشرية من أطباء وممرضين ومهندسي أجهزة طبية وفنيين وباحثين وجميع من يعمل في هذا المجال. وتشجع الصناعات الداعمة للخدمات الطبية كصناعة الأدوية والأجهزة وغيرها. كما تشمل الأبحاث الطبية والتعليم وتهيء الفرص للأجيال المتعاقبة على دعم هذا القطاع.
قد يختلف الوصول إلى الرعاية الصحية عبر البلدان والمجتمعات والأفراد، ويتأثر إلى حد كبير بالظروف الاجتماعية والاقتصادية وكذلك السياسات الصحية القائمة. لدى البلدان والهيئات القضائية سياسات وخطط مختلفة فيما يتعلق بأهداف الرعاية الصحية الشخصية والسكانية في مجتمعاتها. نُظم الرعاية الصحية هي منظمات أُنشئت لتلبية الاحتياجات الصحية للسكان. وفقًا لمنظمة الصحة العالمية (WHO)، يتطلب نظام الرعاية الصحية الذي يعمل بشكل جيد تمويل قوي، وقوة عاملة مدربة تدريباً جيداً وذات راتب مناسب، ومعلومات موثوقة تستند إليها القرارات والسياسات، وصيانة المرافق الصحية لتوفير الأدوية والأجهزة ذات الجودة العالية.
هناك ما يحمل الصفة الدولية مثل الهلال والصليب الأحمرين وأطباء بلا حدود ومثلها من المنظمات.

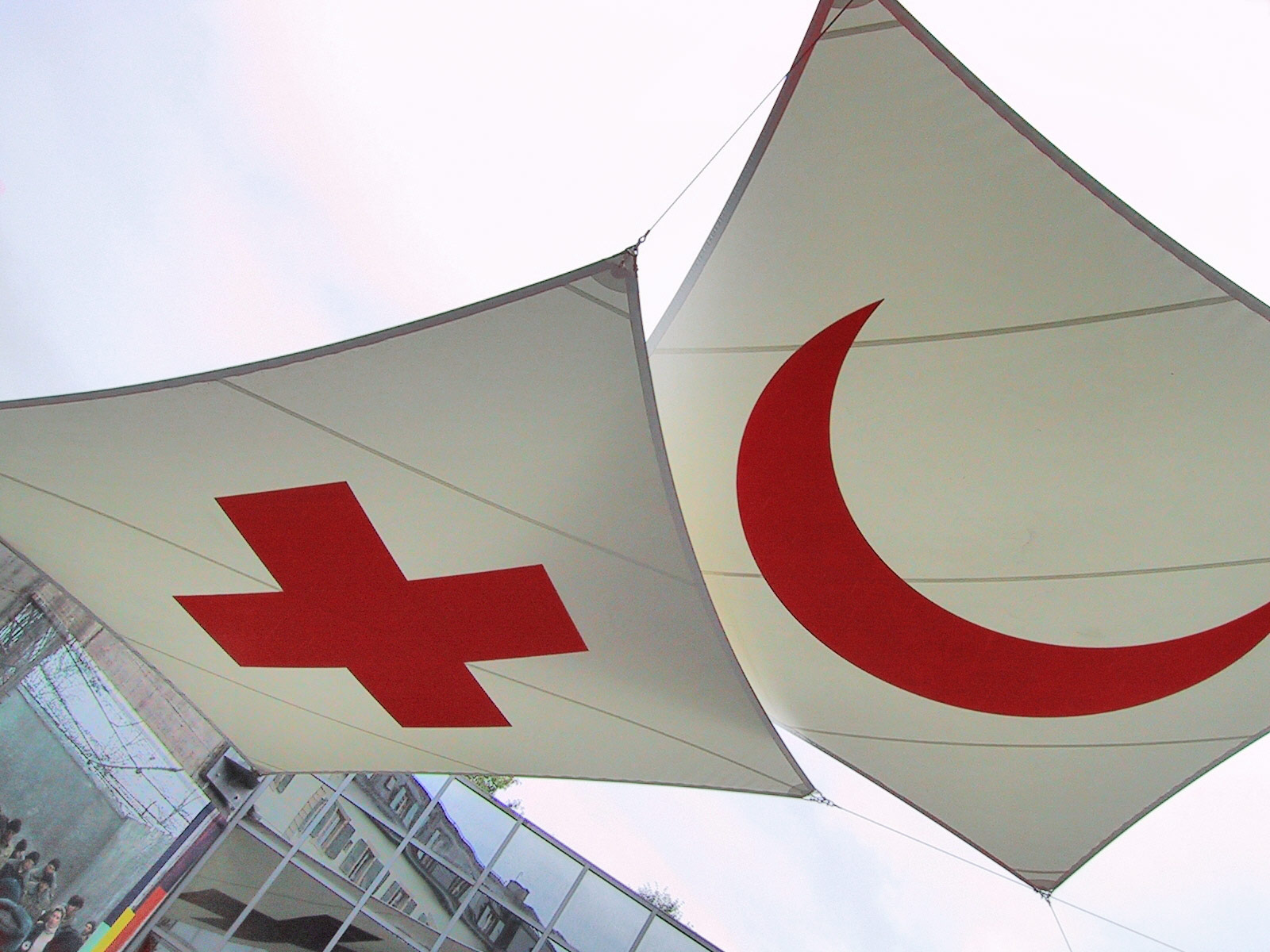
الهلال والصليب الأحمرين

يمكن للرعاية الصحية المساهمة في جزء كبير من اقتصاد البلد. في عام 2011، استهلكت الرعاية الصحية في المتوسط 9.3 في المائة من الناتج المحلي الإجمالي أو 3,322 دولار أمريكي للفرد في البلدان الـ 34 الأعضاء في منظمة التعاون والتنمية في الميدان الاقتصادي. الأعلى إنفاقًا: الولايات المتحدة (17.7٪، أو $ 8.50)، وهولندا (11.9٪، 5,099)، وفرنسا (11.6٪، 4,118)، وألمانيا (11.3٪، 4,495)، وكندا (11.2٪، 5669)، وسويسرا (11 ٪، 5,634)، لكن متوسط العمر المتوقع في إجمالي السكان كان الأعلى في سويسرا (82.8 سنة)، واليابان وإيطاليا (82.7)، وإسبانيا وأيسلندا (82.4)، فرنسا (82.2) وأستراليا (82.0)، في حين أن متوسط منظمة التعاون الاقتصادي والتنمية تجاوز 80 عامًا.حققت جميع دول منظمة التعاون الاقتصادي والتنمية (OECD) تغطية صحية شاملة (أو شبه عالمية)، باستثناء الولايات المتحدة والمكسيك.
من الأمثلة على إنجاز الرعاية الصحية القضاء على الجدري على مستوى العالم في عام 1980، الذي أعلنته منظمة الصحة العالمية كأول مرض في تاريخ البشرية يتم القضاء عليه بالكامل من خلال تدخلات الرعاية الصحية.

## توفر الرعاية
يمكن توفير الرعاية الأولية في المراكز الصحية المجتمعية. يعتمد تقديم الرعاية الصحية الحديثة على مجموعات من الفنيين المدربين والموظفين المساعدين الذين يجتمعون كفرق متعددة التخصصات. تشكل الرعاية الأولية العنصر الأول في عملية الرعاية الصحية المستمرة وقد تشمل أيضًا توفير مستويات الرعاية الثانوية والثالثية.

### الرعاية الأولية
تشير الرعاية الأولية إلى الذين يعملون كنقطة استشارة أولية لجميع المرضى داخل نظام الرعاية الصحية. عادة ما يكون هو طبيب الرعاية الأولية، مثل الطبيب العام أو طبيب الأسرة. اعتمادًا على المنطقة، يُنظَّم النظام الصحي، قد يرى المريض اختصاصي رعاية صحية آخر أولاً، مثل الصيدلي أو الممرضة. ووفقًا لطبيعة الحالة الصحية، يمكن إحالة المرضى للرعاية الثانوية أو الثالثة.
تشمل الرعاية الأولية أوسع نطاق من الرعاية الصحية، بما في ذلك جميع أعمار المرضى ومن جميع الأصول الاجتماعية والاقتصادية والجغرافية، والمرضى الذين يعانون من جميع أنواع المشاكل الصحية البدنية والعقلية والاجتماعية الحادة والمزمنة. لذا يجب أن يمتلك ممارس الرعاية الأولية اتساعًا واسعًا للمعرفة في العديد من المجالات. الاستمرارية هي إحدى السمات الرئيسية للرعاية الأولية، حيث يفضل المرضى عادة استشارة الطبيب نفسه لإجراء الفحوصات الروتينية والرعاية الوقائية والتثقيف الصحي.
تشمل الرعاية الثانوية الرعاية الحادة: العلاج اللازم لفترة قصيرة من الوقت لمرض قصير ولكن خطير. غالبًا ما توجد هذه الرعاية في قسم الطوارئ في المستشفى. كما تشمل الرعاية الثانوية الولادة والرعاية المركزة وخدمات التصوير الطبي.

### الرعاية الثانوية
يستخدم مصطلح «الرعاية الثانوية» في بعض الأحيان بشكل مترادف مع «الرعاية في المستشفى». رغم ذلك لا يعمل العديد من مقدمي الرعاية الثانوية مثل الأطباء النفسيين والمعالجين المهنيين ومعظم تخصصات طب الأسنان أو أخصائي العلاج الطبيعي في المستشفيات. قد يُطلب من المرضى رؤية مقدم الرعاية الأولية للإحالة قبل أن يتمكنوا من الوصول إلى الرعاية الثانوية.
في المملكة المتحدة وكندا، فإن الإحالة الذاتية للمريض إلى أخصائي طبي للرعاية الثانوية أمر نادر الحدوث لأن الإحالة المسبقة من طبيب آخر (إما طبيب رعاية أولية أو أخصائي آخر) تعتبر ضرورية، بغض النظر عما إذا كان التمويل من برامج التأمين الخاصة أو التأمين الصحي الوطني.

### الرعاية الثالثية
الرعاية الثالثية هي رعاية صحية استشارية متخصصة، في منشأة لديها أفراد ومرافق لإجراء فحص طبي متقدم. ومن أمثلة خدمات الرعاية الثالثية علاج السرطان وجراحة الأعصاب وجراحة القلب والجراحة التجميلية وعلاج الحروق الشديدة وخدمات طب الأطفال المتقدمة والتدخلات الطبية والجراحية المعقدة الأخرى.

### الرعاية الرباعية
يستخدم مصطلح الرعاية الرباعية في بعض الأحيان امتدادًا للرعاية الثلاثية في الإشارة إلى مستويات متقدمة من الطب عالية التخصص ولا يمكن الوصول إليها على نطاق واسع. ويعتبر الطب التجريبي وبعض أنواع الإجراءات التشخيصية أو الجراحية غير المألوفة رعاية رباعية. عادة ما يتم تقديم هذه الخدمات فقط في عدد محدود من مراكز الرعاية الصحية الإقليمية.

## تقييمات
تقييمات الرعاية الصحية هي تقييمات للرعاية الصحية ونتائج خدماتها. يعتمد تقييم الجودة على مقاييس:
- جودة المستشفى
- جودة خطة الصحة
- جودة الطبيب
- تجربة المريض

## القطاعات ذات الصلة
تمتد الرعاية الصحية إلى ما هو أبعد من تقديم الخدمات للمرضى، والتي تشمل العديد من القطاعات ذات الصلة.

### النظام الصحي
النظام الصحي، الذي يشار إليه أحيانًا بنظام الرعاية الصحية هو تنظيم الأشخاص والمؤسسات والموارد التي تقدم خدمات الرعاية الصحية إلى السكان المحتاجين.

### قطاع الرعاية الصحية
تضم صناعة الرعاية الصحية العديد من القطاعات التي تكرس جهودها لتقديم خدمات ومنتجات الرعاية الصحية. يصنف التصنيف الصناعي الدولي الموحد للأمم المتحدة الرعاية الصحية على أنها تتكون عمومًا من أنشطة المستشفيات وطب الأسنان وغيرها.
وفقًا لمعيار التصنيف الصناعي العالمي تشتمل الرعاية الصحية على العديد من فئات المعدات والأجهزة والأدوات الطبية بما في ذلك التكنولوجيا الحيوية والمختبرات والمواد التشخيصية وتصنيع الأدوية.
مثلا تعد المستحضرات الصيدلانية والأجهزة الطبية الأخرى هي الصادرات الرائدة في مجال التكنولوجيا المتقدمة في أوروبا والولايات المتحدة. تسيطر الولايات المتحدة على مجال الصيدلة الحيوية، وهو ما يمثل ثلاثة أرباع عائدات التكنولوجيا الحيوية في العالم.